# أنمار المباركي
أنمار المباركي، لاعب كرة قدم عراقي هولندي ولد في يوم 1 يوليو 1991 في مدينة البصرة في العراق ويبلغ طوله 173 سم لعب مع نادي هيراكليز ألميلو وحاليا هو يلعب مع نادي إيمن في الدوري الهولندي لكرة القدم الدرجة الثانية.

## روابط خارجية
- أنمار المباركي على موقع اتحاد تركيا (لاعب) (الإنجليزية)
- أنمار المباركي على موقع قاعدة بيانات كرة القدم.إي يو (الإنجليزية)
- أنمار المباركي على موقع Soccerway.com (الإنجليزية)
- أنمار المباركي على موقع عالم كرة القدم.نت (الإنجليزية)
- أنمار المباركي على موقع كووورة